# Earthride
Az Earthride amerikai doom/stoner metal együttes. 2000-ben alakult Marylandben.

## Tagok
- Dave Sherman – ének
- Greg Lyle Ball – gitár
- Edmond Allan Brown– basszusgitár
- Eric Little – dob

## Diszkográfia
- Taming of the Demons (2002)
- Vampire Circus (2005)
- Something Wicked (2010)

## Egyéb kiadványok
EP-k
- Earthride (CD, 2000)
- Earthride (10", 2007)

Split lemezek
- Earthride/Doomraiser (2010)

Kislemezek
- Witch Gun (2017)